# Kalendarium historii Łodzi
Kalendarium historii Łodzi – chronologiczne zestawienie wydarzeń z historii miasta, m.in. politycznych, gospodarczych, społecznych, administracyjnych, urbanistycznych, kulturalnych i sportowych, ukazujących przemiany, które dokonały się w ciągu stuleci w Łodzi i obszarze obecnie przez nią zajmowanym, od zarania dziejów do współczesności.

## Kalendarium historii Łodzi
„Dzieje Łodzi tak dalece różnią się od przeszłości innych miast, nie tylko polskich, lecz również europejskich i większości pozaeuropejskich, iż trudno przeprowadzać pomiędzy nimi porównania”. „W okresie przedrozbiorowym Łódź należała do grupy najmniejszych miast w kraju i nic nie wskazywało na to, że kiedykolwiek wkroczy na drogę wielkiej kariery”. [A jednak] „ze skromnej mieściny feudalnej przekształciła się ona w połowie XIX w. w ludny i prężny ośrodek przemysłowy [...]”.

### Łódź rolnicza (do roku 1820)
Kalendarium obejmuje wydarzenia ukazujące przemiany, które dokonały się w okresie od zarania dziejów obszaru zajmowanego obecnie przez miasto do czasu podjęcia w 1820 roku pierwszych decyzji o przekształceniu Łodzi z rolniczego miasteczka w ośrodek przemysłu włókienniczego.

### Łódź przemysłowa i wielkoprzemysłowa (1821–1918)
Kalendarium obejmuje wydarzenia ukazujące przemiany, które zaszły w Łodzi w okresie od początków budowy nowej sieci osadniczej i łódzkiego przemysłu, poprzez intensywny rozwój Łodzi jako miasta przemysłowego w warunkach gospodarki kapitalistycznej, załamanie gospodarcze po wybuchu I wojny światowej, do jej zakończenia i wyzwolenia spod panowania zaborców.

### Łódź w II Rzeczypospolitej (1918–1939)
Kalendarium obejmuje wydarzenia ukazujące przemiany, które miały miejsce w Łodzi w dwudziestoleciu międzywojennym, od 11 listopada 1918 roku – dnia odzyskania przez Polskę suwerenności – do 31 sierpnia 1939 roku – dnia poprzedzającego wybuch II wojny światowej.

### Łódź pod okupacją niemiecką (1939–1945)
Kalendarium obejmuje wydarzenia od 1 września 1939 roku – dnia wybuchu II wojny światowej do 19 stycznia 1945 roku – ostatniego dnia niemieckiej okupacji miasta i dnia wkroczenia do Łodzi wojsk armii radzieckiej.

### Łódź w Polsce Ludowej (1945–1989)
Kalendarium obejmuje wydarzenia ukazujące przemiany, które zaszły w Łodzi po II wojnie światowej, a przed początkiem transformacji ustrojowej i gospodarczej Polski w 1989 roku: od 19 stycznia 1945 roku – dnia zajęcia miasta przez wojska armii radzieckiej – do 4 czerwca 1989 roku – dnia, w którym odbyła się I tura pierwszych w Polsce po II wojnie światowej częściowo wolnych wyborów do Sejmu i całkowicie wolnych do Senatu.

### Łódź w III Rzeczypospolitej (od roku 1989)
Kalendarium obejmuje najnowsze wydarzenia ukazujące przemiany od początku transformacji ustrojowej i gospodarczej Polski, do których impulsem stały się wybory 4 czerwca 1989 roku, do współczesności.

## Periodyzacja
Powyższa periodyzacja dziejów Łodzi została sporządzona na potrzeby Wikipedii. Jest ona zbliżona do najczęstszego sposobu podziału continuum czasowego na okresy stosowanego w literaturze. Początki kolejnych jednostek czasowych wyznaczają wydarzenia (gospodarcze, polityczne lub te związane z przebiegiem działań wojennych) uznawane za szczególnie istotne w historii miasta.
W literaturze przedmiotu zwykle wyróżnia się dwa podstawowe okresy:
1. Okres Łodzi rolniczej, zapoczątkowany datą najwcześniejszej wzmianki źródłowej w 1332 r. i trwający aż do pierwszego ćwierćwiecza XIX w.;
2. Okres Łodzi przemysłowej (a ściślej rękodzielniczej i przemysłowej), rozpoczęty formalnie datą powołania Łodzi do rzędu tzw. miast fabrycznych w 1820 r. i trwający w zasadzie do chwili obecnej[a][3].

Z drugiego okresu, wewnętrznie zróżnicowanego, historycy wyodrębniają kilka wyraźnie zarysowanych podokresów: narodziny Łodzi przemysłowej (1820/1823–1865, niekiedy z dodatkowym wydzieleniem okresu wczesnokapitalistycznego – 1820–1830), rozwój Łodzi wielkoprzemysłowej (1866–1914), lata zniszczeń i dewastacji w czasie I wojny światowej (1914–1918), okres II Rzeczypospolitej (1918–1939), tragiczne lata okupacji hitlerowskiej (1939–1945), okres Polski Ludowej (1945–1989) oraz III Rzeczypospolitej (od roku 1989).

## Zmiany statusu Łodzi
| Okres         | Państwo    | Państwo                               | Zwierzchność                          | Jednostka administracyjna                                                               | Status miasta                     |
| ------------- | ---------- | ------------------------------------- | ------------------------------------- | --------------------------------------------------------------------------------------- | --------------------------------- |
| XIV w. – 1414 |            | Królestwo Polskie                     | Królestwo Polskie                     | województwo łęczyckie, kasztelania brzezińska województwo łęczyckie, powiat brzeziński1 | Wieś Łodzia                       |
| 1414–1423     |            | Królestwo Polskie                     | Królestwo Polskie                     | województwo łęczyckie, powiat brzeziński                                                | Wieś Łodzia/Miasto Ostroga2       |
| 1423–1569     |            | Królestwo Polskie                     | Królestwo Polskie                     | województwo łęczyckie, powiat brzeziński                                                | Miasto Łódź                       |
| 1569–1793     |            | Rzeczpospolita Obojga Narodów         | Rzeczpospolita Obojga Narodów         | województwo łęczyckie, powiat brzeziński                                                | Miasto Łódź                       |
| 1793–1795     |            | Królestwo Prus                        | Królestwo Prus                        | departament łęczycki/piotrkowski3, powiat zgierski                                      | Miasto Łódź                       |
| 1795–1807     |            | Królestwo Prus                        | Królestwo Prus                        | departament warszawski, powiat zgierski                                                 | Miasto Łódź                       |
| 1807–1815     |            | Księstwo Warszawskie                  | I Cesarstwo Francuskie                | departament warszawski, powiat zgierski                                                 | Miasto Łódź                       |
| 1815–1816     |            | Królestwo Polskie                     | Imperium Rosyjskie                    | departament warszawski, powiat zgierski                                                 | Miasto Łódź                       |
| 1816–1837     |            | Królestwo Polskie                     | Imperium Rosyjskie                    | województwo mazowieckie, powiat zgierski                                                | Miasto Łódź                       |
| 1837–1844     |            | Królestwo Polskie                     | Imperium Rosyjskie                    | gubernia mazowiecka, powiat zgierski                                                    | Miasto Łódź                       |
| 1845–1867     |            | Królestwo Polskie                     | Imperium Rosyjskie                    | gubernia warszawska, powiat łęczycki                                                    | Miasto Łódź                       |
| 1867–1916     |            | Królestwo Polskie                     | Imperium Rosyjskie                    | gubernia piotrkowska, powiat łódzki                                                     | Miasto Łódź                       |
| 1916–1918     |            | Królestwo Polskie                     | II Rzesza Niemiecka, Austro-Węgry     | gubernia piotrkowska, powiat łódzki                                                     | Miasto Łódź                       |
| 1918–1939     | Polska     | II Rzeczpospolita Polska              | II Rzeczpospolita Polska              | województwo łódzkie                                                                     | Łódź (powiat grodzki)             |
| 1939–1940     | III Rzesza | III Rzesza                            | III Rzesza                            | okręg poznański/Kraj Warty4, rejencja kaliska                                           | Łódź (miasto wydzielone)          |
| 1940–1945     | III Rzesza | III Rzesza                            | III Rzesza                            | okręg Kraj Warty, rejencja Litzmannstadt                                                | Litzmannstadt (miasto wydzielone) |
| 1945–1952     | Polska     | Rzeczpospolita Polska (Polska Ludowa) | Rzeczpospolita Polska (Polska Ludowa) | województwo łódzkie                                                                     | Łódź (miasto wydzielone)          |
| 1952–1975     | Polska     | Polska Rzeczpospolita Ludowa          | Polska Rzeczpospolita Ludowa          | województwo łódzkie                                                                     | Łódź (miasto wydzielone)          |
| 1975–1989     | Polska     | Polska Rzeczpospolita Ludowa          | Polska Rzeczpospolita Ludowa          | województwo łódzkie5                                                                    | Łódź (gmina miejska)              |
| 1989–1998     | Polska     | III Rzeczpospolita Polska             | III Rzeczpospolita Polska             | województwo łódzkie5                                                                    | Łódź (gmina miejska)              |
| od 1999       | Polska     | III Rzeczpospolita Polska             | III Rzeczpospolita Polska             | województwo łódzkie                                                                     | Łódź (miasto na prawach powiatu)  |

| 1 Od 1352 roku księstwo łęczyckie stało się częścią Zjednoczonego Królestwa Polskiego jako województwo łęczyckie. Powiaty zostały wprowadzone w Polsce w II połowie XIV w.                         |
| 2 Prawa miejskie nadane w 1414 r. przez kapitułę włocławską, miały moc jedynie w zakresie spraw gospodarczych i prawno-społecznych, pod względem prawno-ustrojowym Łodzia/Ostroga była nadal wsią. |
| 3 25 maja 1793 r. departament łęczycki przemianowano na departament piotrkowski. |
| 4 W styczniu 1940 r. okręg poznański przemianowano na okręg Kraj Warty. |
| 5 Od 1 czerwca 1975 r. do 30 czerwca 1984 r. pod nazwą województwo miejskie łódzkie. |